# Ruben Lenten
 (février 2020).
 (février 2020).
Si vous disposez d'ouvrages ou d'articles de référence ou si vous connaissez des sites web de qualité traitant du thème abordé ici, merci de compléter l'article en donnant les références utiles à sa vérifiabilité et en les liant à la section « Notes et références ».
Ruben Lenten, né le 30 mars 1988 aux Pays-Bas est un kitesurfeur professionnel néerlandais.
Il a commencé le kitesurf en 2001. Il est connu pour ses « big air », ses énormes sauts, souvent encore accélérés par des rotations d'aile appelées aussi kiteloops. 
Il est sponsorisé par Red Bull et par de nombreux équipementiers de kitesurf tels que : North, Mystic, Aloha, Inboard et Skycatch.
En 2004, il a été classé troisième dans le PKRA (Professional Kite Riders Association) World Tour et en 2005, année où il remporte le Red Bull King of the Air, il est classé deuxième.
En 2007 il lance sa propre marque, LEN10, en collaboration avec Slingshot. 
Le 26 août 2015, Ruben Lenten annonce être atteint d'une tumeur cancéreuse de type lymphome de 9 cm. Un appel aux dons de la communauté kitesurf pour couvrir les frais de son traitement aux États-Unis a été lancé par la communauté Mai Tai. Un an et demi plus tard il fait son grand retour dans une vidéo de chasse à la tempête nommée "code red", dans laquelle il rallie les Pays-Bas, son pays natal, depuis les côtes anglaises.
Il fait son retour à la compétition le 2 février 2017 lors du Red Bull King of the Air au Cap, où il finit troisième. Le 6 mars 2017 il se marie avec Nikki.